# Fidela Oller Angelats
Fidela Oller Angelats (Bañolas, 11 de septiembre de 1869 - Jeresa, entre el 26 y 29 de agosto de 1936), nacida como Maria Dolors Oller Angelats. Junto a sus hermanas, la Madre Facunda y la Madre Josepa Monrabal, fue asesinada durante la Guerra Civil Española por su condición religiosa, pertenecían al Instituto de las Religiosas de San José de Gerona (también conocidas como Hermanas Veladores).

El 23 de enero de 2015, el Papa Francisco, promulgó el decreto que reconocía su muerte como mártir. La Catedral de Gerona acogió la ceremonia de beatificación. 

## Biografía
Dolores nació el 17 de septiembre de 1869 en la calle de la Iglesia, esquina con la Plaza del Teatro, Bañolas (Gerona). Dolores era la hija mayor del matrimonio formado por Lorenzo Oller Verdaguer y Margarita Angelats Frigola, una familia de alfareros, que heredaron el negocio familiar de sus antepasados y del que vivían todos ellos, junto con otros tres hijos: Salvador, Lorenzo y Teresa, y el abuelo Lorenzo.
Durante un tiempo fue novicia en las hermanas de Sant o José de Gerona, conocido también como Instituto Religiosas de San José de Gerona, fundado por María Gay y Tibau. Durante un tiempo debió volver a su casa hasta el mayo de 1892 que volvió definitivamente al noviciado de Gerona, donde cogió el nombre de Fidela. Dos años más tarde, el 17 de noviembre de 1894, profesó por primera vez.
En 1911 es destinada a la comunidad de Malgrat de Mar (Barcelona), que gestionaba el Hospital de la población, con el cargo de superiora. La proximidad con la población de Mataró permite que su hermano Salvador la visite unas dos o tres veces (él era religioso marista y profesor del colegio San José de Mataró). El agosto de 1917 es traslada a la comunidad de Camprodón (Gerona) dónde será nombrada superiora en 1918; entre 1921 y el 4 de junio de 1926 irá a Palamós (Gerona), y en esta fecha cuando es trasladada a Gandia (Comunidad Valenciana) para fundar allí una comunidad y donde fue superiora.
El 28 de agosto de 1936 es encarcelada por un grupo de milicianos, subida a un camión y llevada a Valencia, para ser fusilada, junto a la Madre Josefa Monrabal, en la madrugada del 29 en el lugar conocido como la "Pedrera de Xeresa". Estaba cercana a cumplir 67 años de edad.

## Beatificación
En enero de 2015 el papa Francisco reconoció el martirio de 21 religiosos durante la Guerra Civil, entre los cuales había tres religiosas de la congregación del Instituto de las Hermanas de San José: Fidela Oller Angelats, Facunda Margenat Roura y Josefa Monrabal Montaner.
El 23 de enero se procedió en la Catedral de Gerona a la beatificación de Fidella Oller. La ceremonia fue presidida por el cardenal Angelo Amato, Prefecto de la Congregación para las Causas de Santos, acompañado por el cardenal arzobispo de Valencia, Antonio Cañizares, y el obispo de Gerona, Francesc Artigas.